# Nguyễn Hữu Tiến (tướng)
Nguyễn Hữu Tiến (chữ Hán: 阮有進, 1602-1666), là một danh tướng của chúa Nguyễn ở Đàng Trong trong lịch sử Việt Nam.

## Thân thế & sự nghiệp
Nguyễn Hữu Tiến sinh năm Nhâm Dần (1602) tại làng Văn Trai, huyện Ngọc Sơn, phủ Tĩnh Gia, trấn Thanh Hóa (nay là phường Tĩnh Gia, tỉnh Thanh Hóa) biểu danh là Thuận Nghĩa. Sau, ông di cư vào ở huyện Bồng Sơn, tỉnh Bình Định.

### Đầu quân chúa Nguyễn
Năm Tân Mùi (1631), Nguyễn Hữu Tiến xin vào gặp Nội tán Đào Duy Từ. Nhận thấy ông là người thông minh có chí lớn, nên vị đại thần này đã tiến cử ông lên chúa Nguyễn Phúc Nguyên (Chúa Sãi) và gả con gái cho.
Buổi đầu, Nguyễn Hữu Tiến giữ chức đội trưởng trong đội thủy quân, rồi lần trải các chức: cai đội, chưởng cơ, chưởng dinh tiết chế...

### Đánh nhau với quân Trịnh
Trong 7 lần quân chúa Trịnh và quân chúa Nguyễn đánh nhau, theo sử liệu thì Nguyễn Hữu Tiến đã cầm quân ra trận 2 lần, đó là vào năm 1648 (lần thứ tư) và năm 1655-1660 (lần thứ 5).

#### Lần thứ tư (1648)
Tháng giêng năm Mậu Tý (1648), chúa Trịnh Tráng sai tướng đem quân thủy bộ vào đánh vào cửa Nhật Lệ, tiến sát dinh Quảng Bình. Chúa Nguyễn Phúc Lan (tức Chúa Thượng) liền sai con là Thế tử Nguyễn Phúc Tần đem đại binh đi chống giữ.
Sau khi họp bàn và sự nhận sự phân công, vào lúc canh năm (tức từ 3 giờ đến 5 giờ sáng), Nguyễn Hữu Tiến đem khoảng trăm con voi chiến xông thẳng vào dinh quân Trịnh, còn Nguyễn Phúc Tần thì chỉ huy các đạo quân bộ tiến theo sau. Hai bên giáp chiến ác liệt, cuối cùng quân Trịnh bị thua to phải tháo chạy về đất Bắc.
Ngoài số bị giết tại trận, bên chúa Trịnh còn bị bắt sống khoảng 3 vạn quân cùng mấy viên tướng. Trận này, được sử nhà Nguyễn khen là "võ công bậc nhất" của quân Nguyễn trong suốt thời kỳ Trịnh-Nguyễn phân tranh.

#### Lần thứ năm (1655-1660)
Năm Ất Tỵ (1655), quân Trịnh lại kéo vào quấy phá Nam Bố Chính. Bấy giờ, chúa Nguyễn Phúc Tần (tức Chúa Hiền) mới quyết ý cho quân qua sông biên giới (tức sông Gianh) đánh đuổi quân Trịnh. Đây là lần đánh nhau lâu nhất (1655-1660) và do quân Nguyễn chủ động tấn công.
Theo sử liệu thì dưới tài chỉ huy của Tiết chế Nguyễn Hữu Tiến (lúc này đã được phong tước Thuận Nghĩa hầu) và Đốc chiến Nguyễn Hữu Dật, quân Nguyễn đã đánh thắng quân Trịnh nhiều trận ở: Hà Trung, Lạc Xuyên, Tiếp Vũ, Mẫn Tường, Nam Giới, Châu Nhai, Tam Lộng, Đại Nại...Sau các trận này, quân Nguyễn làm chủ được 7 huyện ở phía nam sông Lam.
Tháng 5 năm Đinh Sửu (1657), chúa Trịnh Căn chia quân làm 3 đạo đi tấn công quân Nguyễn ở làng Nam Hoa (thuộc huyện Thanh Chương). Nhờ hay trước, tướng Nguyễn Hữu Tiến đã lập kế đẩy lui được quân Trịnh. Từ đó quân hai bên cứ giữ nhau ở sông Lam, thỉnh thoảng đánh nhau một trận.
Nhưng đến tháng 10 năm Canh Tý (1660), thì quân Nguyễn thua to, vì sự bất hòa giữa Nguyễn Hữu Tiến và Nguyễn Hữu Dật. Lược kể theo sách Việt Nam sử lược:
Sau khi Nguyễn Hữu Tiến biết việc Nguyễn Hữu Dật lẻn về ra mắt chúa Hiền, kể đầu đuôi mọi việc đánh lấy thế nào, trong bụng lấy làm không bằng lòng. Bấy giờ, nhân có những sĩ tốt mới hàng ở đất Nghệ An, thường hay bỏ trốn, Hữu Tiến bèn hội chư tướng lại để bàn xem nên đánh hay là nên lui về. Mọi người đều muốn lui về, duy chỉ có Nguyễn Hữu Dật là không chịu.
Khi các tướng Nguyễn đang bàn bạc, thì có tin rằng Trịnh Căn đã tiến quân đánh ở làng An Điền và ở làng Phù Lưu, quân Nguyễn thua. Được tin ấy Nguyễn Hữu Tiến quyết ý đem quân về, nhưng bề ngoài giả tảng truyền lện cho các tướng rằng đến tối 28 thì các đạo đều phải tiến sang đánh An Tràng, Nguyễn Hữu Dật đem binh đi hậu tiếp. Đoạn rồi, dặn riêng các tướng đến nữa đêm rút quân về Nam Bố Chính, không cho Nguyễn Hữu Dật biết. Nguyễn Hữu Dật sắm sửa đâu vào đấy, chờ mãi không có tin tức gì, đến khi cho người đi thám về nói mới biết quân mình đã rút về Nam rồi. Lúc ấy quân họ Trịnh đã sang sông đến đánh đồn Khu Độc. Hữu Dật mới dùng kế nghi binh để cho quân Trịnh không dám tiến lên, rồi đem binh chạy về, đến Hoành Sơn mới gặp quân của Nguyễn Hữu Tiến. Khi ấy, quân Trịnh Căn vừa đuổi đến, hai bên đánh nhau một trận chết hại rất nhiều...
Sau trận này, Nguyễn Hữu Tiến đóng ở Nhật Lệ, Nguyễn Hữu Dật đóng ở Đông Cao, giữ các chỗ hiểm yếu. Từ bấy giờ 7 huyện ở vùng sông Lam lại thuộc về Đàng Ngoài.

### Qua đời
Tháng 6 năm Giáp Thìn (1664), Nguyễn Hữu Tiến ốm nặng, đến tháng 7 năm Bính Ngọ (1666) thì qua đời tại quân thứ, được triều đình truy tặng tước Tiết chế Thuận Quận công. Đời vua Gia Long, ông được thờ trong Thái Miếu. Đến đời vua Minh Mạng, ông được truy tặng tước Anh Quốc công và được thờ trong Võ Miếu.
Người đời sau có thơ bình tán Thuận Nghĩa như sau:               
Nghiệp dựng trời cao sáng đẩu tinh,
Vua tôi gặp gỡ đất Nam Thành.                                       
Văn thần thao lược bày rồng hổ,
Võ tướng xông pha mạnh giáp binh.                           
Thu hết càn khôn khoe tuấn kiệt,
Tung hoành bốn biển rạng uy linh.
Bảo đao sáng suốt oai thần vũ,
Thuận Nghĩa danh lừng thật hiển vinh.
Trong sách Quốc triều tiền biên toát yếu có đoạn khen ngợi ông, lược trích như sau:
(Nguyễn Hữu) Tiến nhiều lần lập chiến công, được Ngài (Chúa Hiền) khen là Hổ tướng, còn người Bắc Hà thì gọi ông là Hổ Uy đại tướng. Ông cùng với Nguyễn Hữu Dật đều là Công thần khai quốc.